# Vincenzo Viviani
Pour les articles homonymes, voir Viviani.

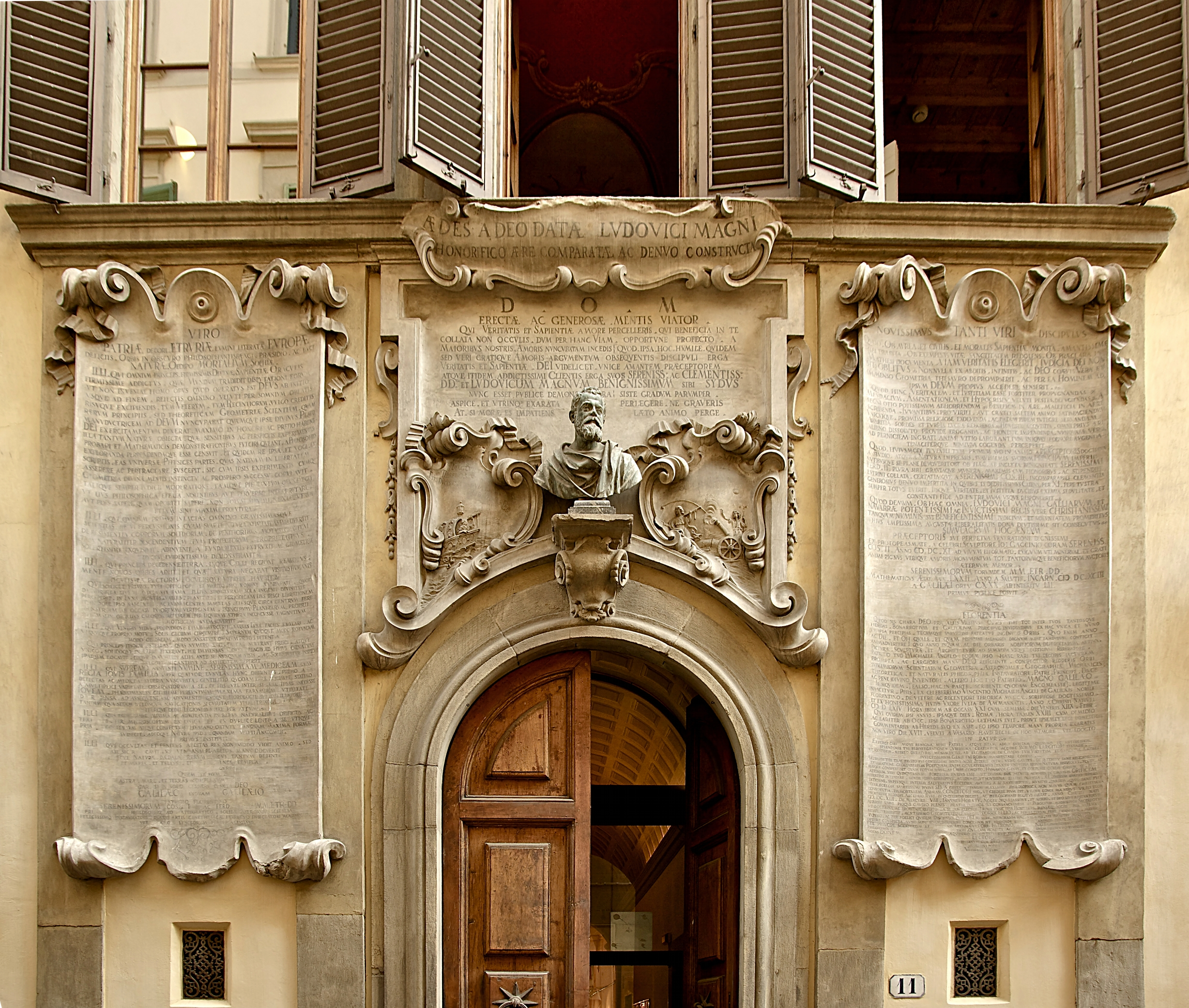
L'entrée du Palazzo dei Cartelloni, décorée à la gloire de Galilée, demeure de Viviani à Florence.

Vincenzo Viviani, né à Florence le 5 avril 1622, et mort dans cette même ville le 22 septembre 1703, est un mathématicien, physicien et astronome italien du XVIIe siècle, disciple de Galilée. Il est un descendant du céramiste Santi Buglioni.

## Biographie
Vincenzo Viviani naît et grandit à Florence et fait ses études dans une école jésuite. Lorsque ses capacités intellectuelles sont remarquées, le grand-duc Ferdinand II de Médicis lui alloue une bourse pour l'achat de livres de mathématiques. Il devient pupille de Torricelli et travaille sur la physique et la géométrie.
Il est assistant de Galilée en 1639 jusqu'à la mort de ce dernier en 1642. Il se lie d'amitié avec son compatriote astronome et mathématicien Vincenzo Reinieri, collaborateur de Galilée.
De 1655 à 1656, il édite la première édition d'un recueil de ses travaux.
En 1660, Viviani et Giovanni Alfonso Borelli calculent la vitesse du son en mesurant la différence entre l'éclair et le son d'un canon. Ils obtiennent une valeur de 350 mètres par seconde, bien plus proche que les 478 m/s obtenus par Pierre Gassendi (la vitesse du son dans l'air à 0 °C étant de 331,29 m/s).
Il publie en 1659 un important traité sur les coniques.
En 1666, la réputation de Viviani en tant que mathématicien est reconnue dans toute l'Europe. Il commence à recevoir de nombreuses propositions d'emploi. La même année, Louis XIV lui propose un poste à l'Académie Royale et Jean II de Pologne le poste d'astronome. De peur de perdre Viviani, le grand-duc le nomme mathématicien de la Cour. Viviani accepte et décline les autres propositions.
En 1687, il publie Discorso intorno al difendersi da' riempimenti e dalle corrosione de' fiumi.
En 1690, Viviani publie une traduction des Éléments d'Euclide.
À sa mort, en 1703, Viviani laisse un travail presque achevé sur la résistance des solides, qui est ensuite complété et publié par Luigi Guido Grandi.
On lui doit le théorème de Viviani, utilisé dans les diagrammes statistiques triangulaires :

« La somme des distances d'un point intérieur à un triangle équilatéral aux trois côtés est égale à sa hauteur. »

et le problème de la voûte quarrable (1692), qui sera résolu par Wallis : 

« Trouver une fenêtre dans une voûte hémisphérique de sorte que le reste de la voûte soit quarrable, c'est-à-dire dont l'aire puisse s'écrire c2, où c est un nombre constructible à la règle et au compas. »

Il mentionna dûment les expériences de Galilée sur la chute des corps « faites du clocher de Pise, en présence de tous les professeurs et philosophes de toute l'Université. »
Dans les années 1730, l'Église autorise finalement l'inhumation de Galilée dans une tombe avec un monument. Ce monument est construit dans la basilique Santa Croce de Florence et construit avec les fonds que Viviani avait spécialement réservés pour cet usage. Les restes posthumes de Viviani furent également déplacés dans la nouvelle tombe de Galilée.
En son hommage, un cratère lunaire porte son nom.